# Castelverrino
Castelverrino (Castëllùccë in molisano) è un comune italiano di 89 abitanti della provincia di Isernia. Un tempo il suo nome era Castello (o Castelluccio) d'Agnone; ha fatto parte del Contado di Molise e poi dell'omonima regione. In precedenza unito al comune di Poggio Sannita, divenne comune autonomo col Regio Decreto n. 1876 del 25 gennaio 1820.

## Società
Castelverrino è il comune meno popolato della provincia di Isernia, del Molise e tra i meno popolati d'Italia.

### Evoluzione demografica
Abitanti censiti

Al 31-12-2024 i cinque comuni del Molise meno popolati sono i seguenti:
| Pos. | Comune        | Provincia  | Abitanti | Superficie (km²) | Altitudine (m s.l.m.) |
| ---- | ------------- | ---------- | -------- | ---------------- | --------------------- |
| 1º   | Castelverrino | Isernia    | 89       | 13,97            | 570                   |
| 2º   | Provvidenti   | Campobasso | 101      | 6,15             | 600                   |
| 3º   | San Biase     | Campobasso | 124      | 11,81            | 804                   |
| 4º   | Castelpizzuto | Isernia    | 134      | 15,29            | 836                   |
| 5º   | Molise        | Campobasso | 145      | 5,21             | 868                   |

## Amministrazione
Di seguito è presentata una tabella relativa alle amministrazioni che si sono succedute in questo comune.
| Periodo         | Periodo        | Primo cittadino             | Partito                     | Carica              | Note  |
| --------------- | -------------- | --------------------------- | --------------------------- | ------------------- | ----- |
| 27 giugno 1989  | 13 giugno 1994 | Albino Iacovone             | Partito Socialista Italiano | Sindaco             | [ 9 ] |
| 13 giugno 1994  | 25 maggio 1998 | Albino Iacovone             | Partito Popolare Italiano   | Sindaco             | [ 9 ] |
| 25 maggio 1998  | 28 maggio 2002 | Albino Iacovone             | lista civica                | Sindaco             | [ 9 ] |
| 28 maggio 2002  | 4 agosto 2003  | Antonio Pasqualino Fabrizio | lista civica                | Sindaco             | [ 9 ] |
| 16 ottobre 2003 | 13 giugno 2004 | Leonardo Bianco             |                             | Comm. straordinario | [ 9 ] |
| 14 giugno 2004  | 27 maggio 2019 | Antonio Pannunzio           | Castelverrino Unito         | Sindaco             | [ 9 ] |
| 27 maggio 2019  | in carica      | Christian Pannunzio         | Castelverrino Unito         | Sindaco             | [ 9 ] |